# Szótlan szív
A Szótlan szív (eredeti cím: Blackbird) 2019-ben bemutatott amerikai filmdráma, melyet Christian Torpe forgatókönyvéből Roger Michell rendezett. A Csendes szív című dán film remake-je. A főszerepet Susan Sarandon, Kate Winslet, Mia Wasikowska, Lindsay Duncan, Rainn Wilson, Bex Taylor-Klaus és Sam Neill alakítja.
A világpremierje a Torontói Nemzetközi Filmfesztiválon volt 2019. szeptember 6-án. 2020. szeptember 18-án mutatta be a Screen Media Films. Magyarországon a Telekom videótéka jóvoltából jelent meg 2021. március végén.

## Cselekmény
Lily (Susan Sarandon) halálos betegségben szenved, és össze akarja hívni családját egy utolsó hétvégére vidéki otthonukban, mielőtt öngyilkosságot követne el. Két lánya, Jennifer (Kate Winslet) és Anna (Mia Wasikowska) azonban elviselhetetlenül feszültté teszik a hangulatot, mert még nem állnak készen arra, hogy elveszítsék édesanyjukat.

## Szereplők
| Szerep   | Színész          | Magyar hang        |
| -------- | ---------------- | ------------------ |
| Lily     | Susan Sarandon   | Kútvölgyi Erzsébet |
| Jennifer | Kate Winslet     | Balsai Móni        |
| Anna     | Mia Wasikowska   | Földes Eszter      |
| Paul     | Sam Neill        | Dunai Tamás        |
| Liz      | Lindsay Duncan   | Menszátor Magdolna |
| Michael  | Rainn Wilson     | Kerekes József     |
| Chris    | Bex Taylor-Klaus | Nagy Katica        |
| Jonathan | Anson Boon       | Miller Dávid       |

## A film készítése
A feldolgozást 2018 júliusában jelentették be, a családtagok szerepét pedig Kate Winslet, Diane Keaton és Mia Wasikowska kapta meg. Roger Michellt választották meg rendezőnek, a forgatás eredetileg augusztusban vette volna kezdetét.
A forgatás végül októberben kezdődött, Keatont Susan Sarandon váltotta le, Sam Neill, Rainn Wilson, Bex Taylor-Klaus és Lindsay Duncan mellékszerepeket kapott. A filmben használt tengerparti ház Winslet saját otthona mellett található West Wittering közelében (West Sussex), Anglia déli partvidékénél.

## Bemutató
A film világpremierje a Torontói Nemzetközi Filmfesztiválon volt 2019. szeptember 6-án. 2020 májusában a Screen Media Films megszerezte a film terjesztési jogait. 2020. szeptember 18-án jelent meg.